# فرانکفورت (کنتاکی)
فرانکفورت (به انگلیسی: Frankfort) مرکز ایالت کنتاکی آمریکاست.

## مراکز دانشگاهی
- دانشگاه ایالتی کنتاکی

## نگارخانه

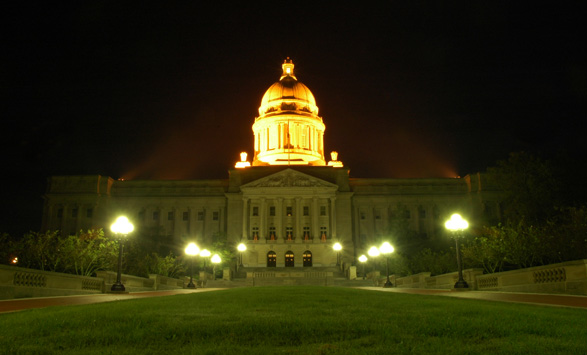
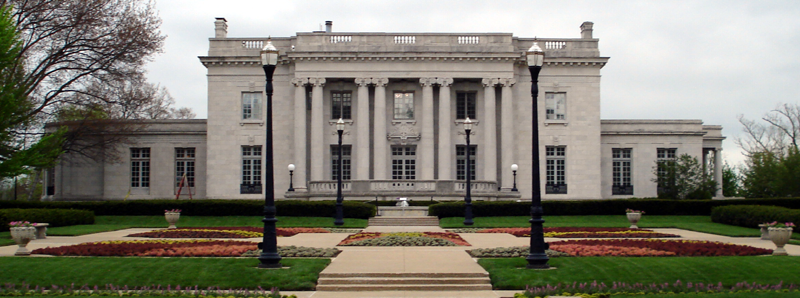
اقامت‌گاه رسمی فرماندار کنتاکی
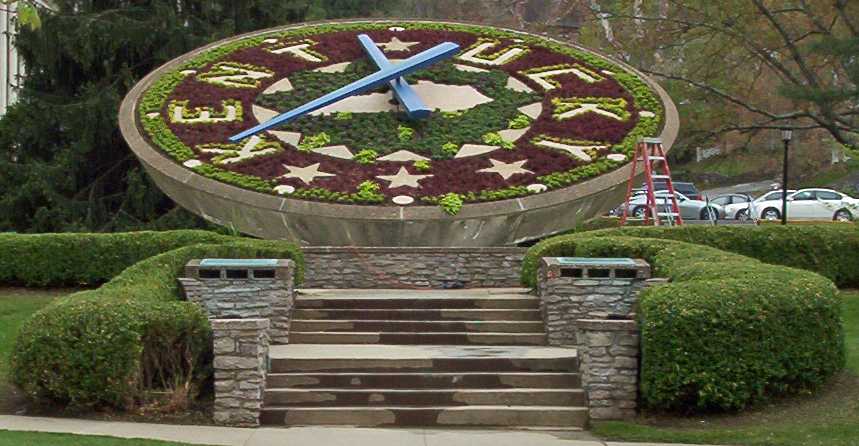
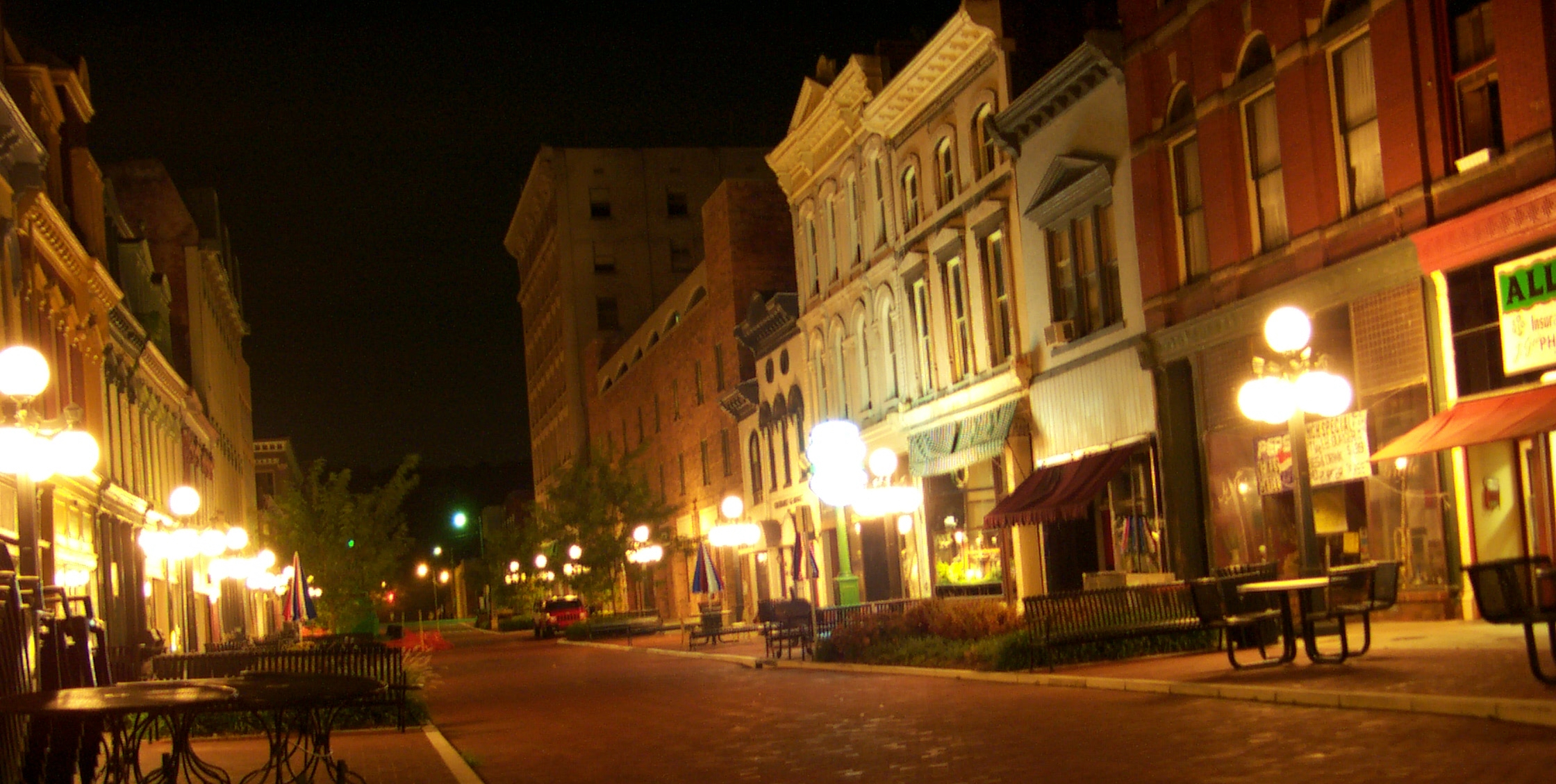
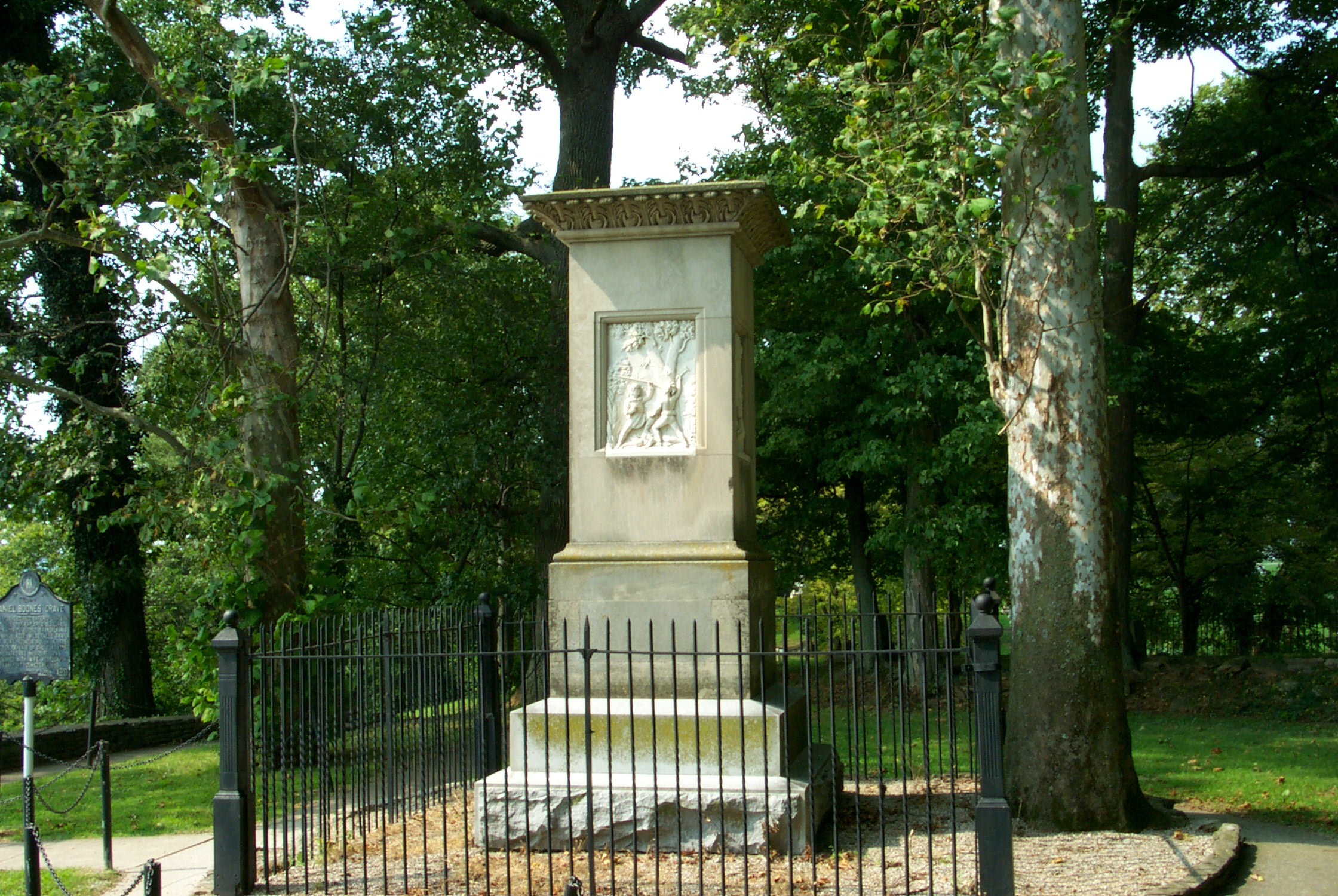
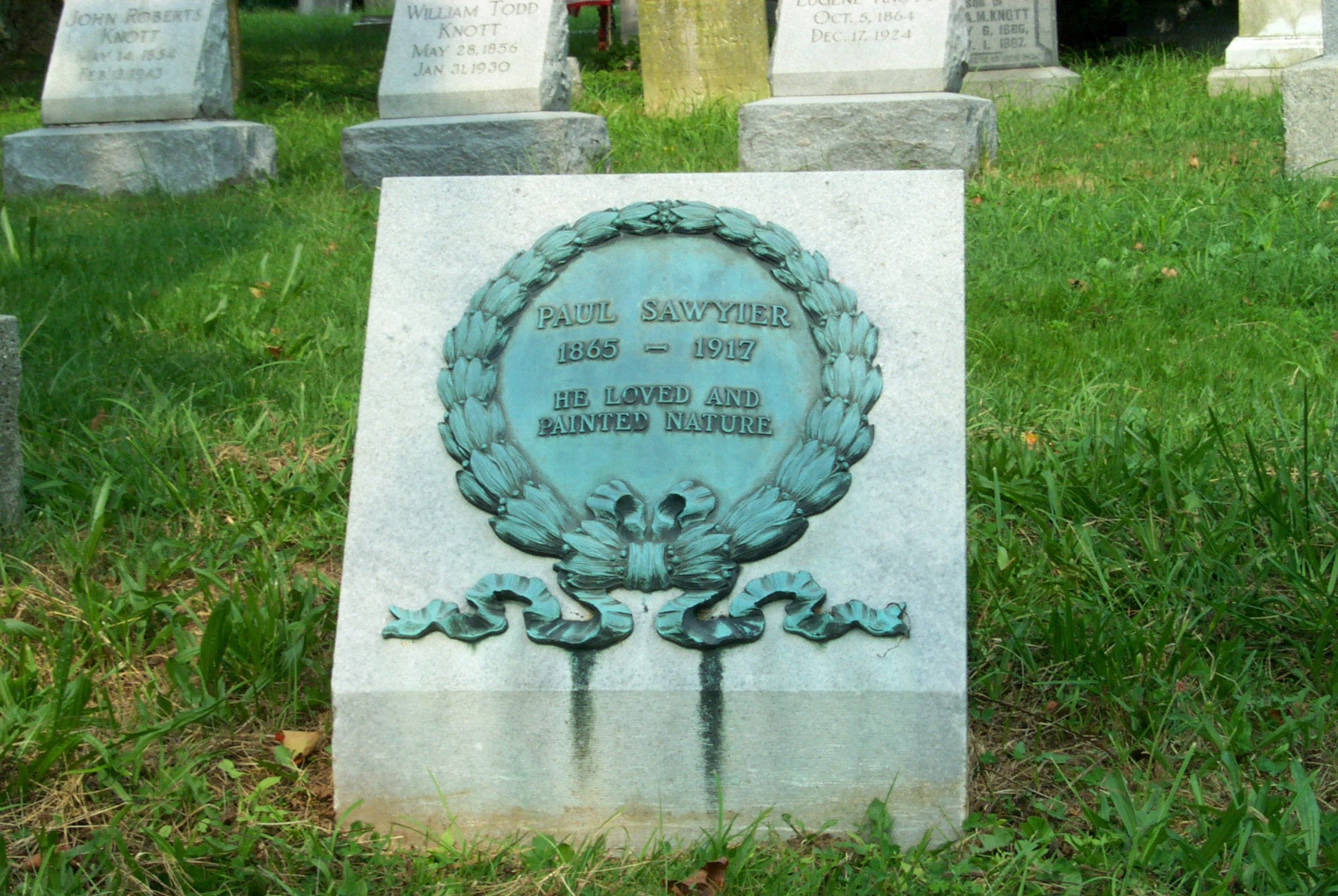
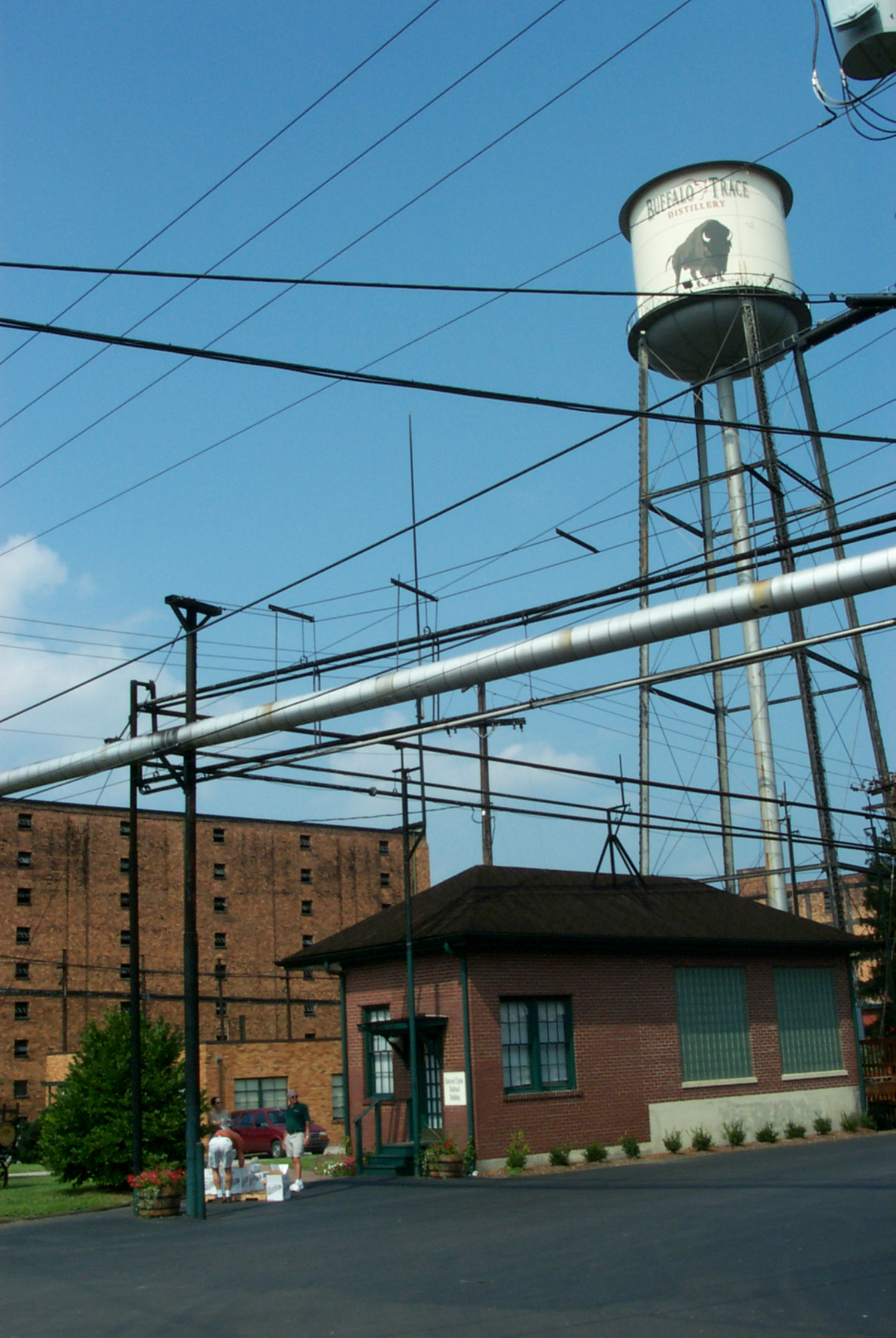